# دودمان براگانسا
دودمان براگانسا (به پرتغالی: Casa de Bragança) دودمانی پرتغالی مشتمل بر تعدادی امپراتور، پادشاه، شاهزاده و دوک بود که بر بخش‌هایی از اروپا و قاره آمریکا فرمان‌می‌راندند. ۱۵ پادشاه پرتغال و هر چهار پادشاه برزیل از این خاندان بودند.
این دودمان را آفونسوی یکم، دوک براگانسا پایه‌ریزی کرد. او پسر نامشروع ژواو یکم پادشاه پرتغال از دودمان اویش بود. نخستین پادشاه این دودمان ژواو چهارم بود که در ۱۶۴۰ میلادی با کنارزدن دودمان هابسبورگ پرتغال به تاج و تخت رسید و اینگونه دودمان براگانسا بر امپراتوری پرتغال فرمان راندند. با استقلال برزیل و تأسیس امپراتوری برزیل در ۱۸۲۲ شاخه‌ای از این خاندان در این کشور حکومت کردند. 